# Adam Kwaterko

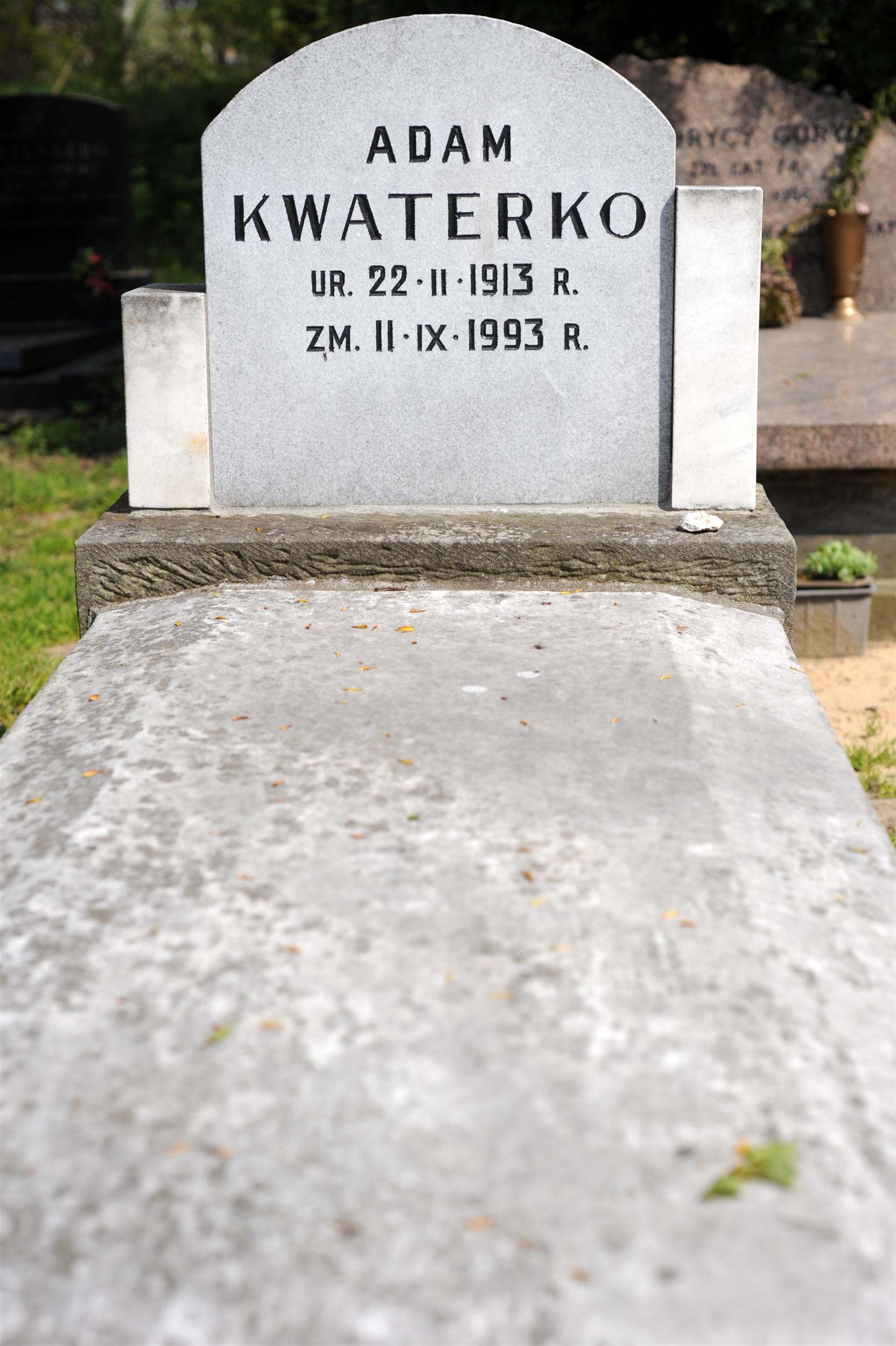
Adam Kwaterko sírja a varsói zsidó temetőben

Adam Kwaterko (1913. február 22. – Varsó, 1993. szeptember 11.) lengyel újságíró és publicista.
1968 után Samuel Tenenblatt-tal közösen a Lengyelországi Zsidó Közéleti és Kulturális Egyesület által megjelentetett Fołks Sztyme című jiddis nyelvű újság főszerkesztője. Sírja a varsói központi zsidó temetőben található.